# Hostinec Na Knížecí
Hostinec Na Knížecí je zaniklý zájezdní hostinec v Praze 5-Smíchově na rohu ulic Nádražní a Ostrovského. Je po něm pojmenována křižovatka ulic, terminál městské i dálkové autobusové dopravy, zaniklé odstavné železniční nádraží a bývalá železniční zastávka Praha-Smíchov Na Knížecí.

## Historie
Šlechtický rod Schwarzenbergů koupil Smíchov roku 1668 a s ním i starou usedlost s hostincem, který po novém majiteli získal svůj název.
Hostinec s vyhlášenou kuchyní a jinonickým pivem nabízel ubytování pro formany. Měl také několik knížecích pokojů pro hosty. Patřil k němu dvůr s přístřeším pro koně a velká zahrada. Jeden ze dvou šenků se využíval jako tančírna, ve které se uskutečnil první maškarní ples na Smíchově.
Roku 1844 měli v hostinci schůzi dělníci z kartounky, o tři roky později v něm čeští vlastenci besedovali o zřízení české průmyslové školy v Praze. Následujícího roku zde vznikl sociální výbor na pomoc dělnickým rodinám. Od roku 1894 se v hostinci scházela Čtenářsko-ochotnická jednota Kollár, pro kterou kníže Schwarzenberg přistavěl divadelní sál. Tento sál užívala od roku 1896 také místní Sokolská obec a v letech 1908–1909 jej přizpůsobil František Ponec na kino.
Hostinec byl zbořen roku 1912 a jeho místo zastavěno činžovními domy.